# Монтрезор (коммуна)
Монтрезо́р (фр. Montrésor) — коммуна во Франции, в кантоне Лош одноимённого округа, департаментe Эндр и Луара, регионe Центр — Долина Луары. Расположена примерно в 210 км на юго-запад от Парижа, 100 км на юго-запад от Орлеана, 50 км на юго-восток от Тура. Входит в список «Самых красивых деревень Франции».

## Население
Население — 363 человека (2007 год).
| 1793 | 1800 | 1806 | 1821 | 1831 | 1836 | 1841 | 1846 | 1851 | 1856 | 1861 | 1866 |
| ---- | ---- | ---- | ---- | ---- | ---- | ---- | ---- | ---- | ---- | ---- | ---- |
| 700  | 691  | 708  | 723  | 731  | 742  | 726  | 645  | 614  | 614  | 653  | 685  |

| 1872 | 1876 | 1881 | 1886 | 1891 | 1896 | 1901 | 1906 | 1911 | 1921 | 1926 | 1931 |
| ---- | ---- | ---- | ---- | ---- | ---- | ---- | ---- | ---- | ---- | ---- | ---- |
| 697  | 684  | 676  | 718  | 674  | 697  | 600  | 602  | 589  | 582  | 617  | 566  |

| 1936 | 1946 | 1954 | 1962 | 1968 | 1975 | 1982 | 1990 | 1999 | 2006 | 2007 |
| ---- | ---- | ---- | ---- | ---- | ---- | ---- | ---- | ---- | ---- | ---- |
| 564  | 564  | 554  | 522  | 506  | 465  | 460  | 362  | 395  | 379  | 363  |

## История
- С Монтрезором связано имя Анн де Батарне Жуайеза (1561—1587) — тулузского дворянина, миньона короля Генриха III, самого титулованного из его фаворитов.
- В 1849 году замок Монтрезор вместе с недвижимостью в городе и большими участками земли в окрестностях приобрёл Ксаверий Браницкий, внук великого гетмана Франциска Ксаверия Браницкого. Новый владелец имел значительное состояние и считался одним из богатейших людей во Франции. О его имени теперь напоминает Рю Браницки — улочка, ведущая к замку[3].

## Достопримечательности

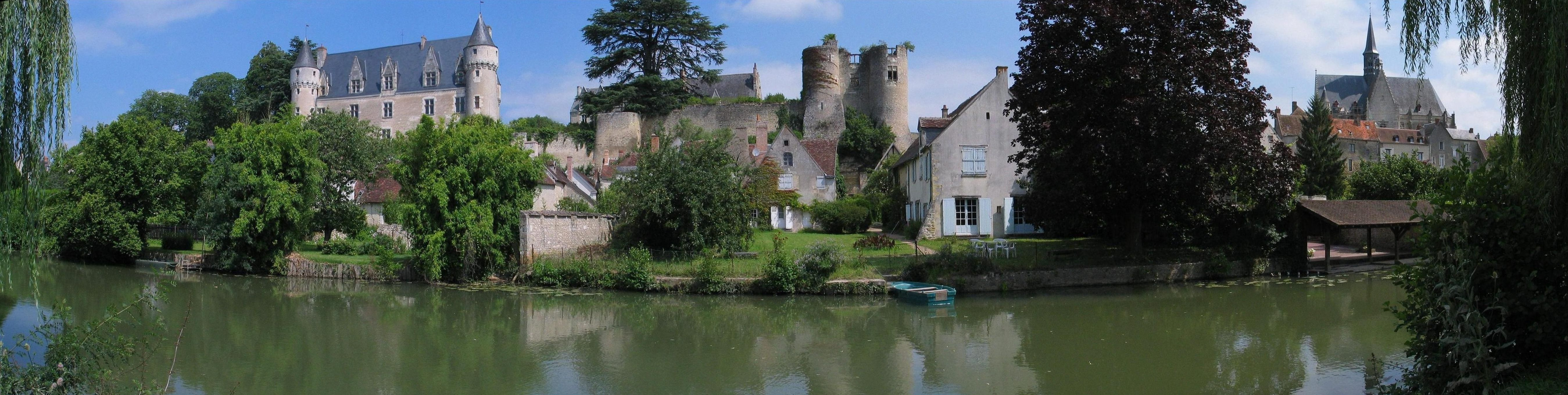

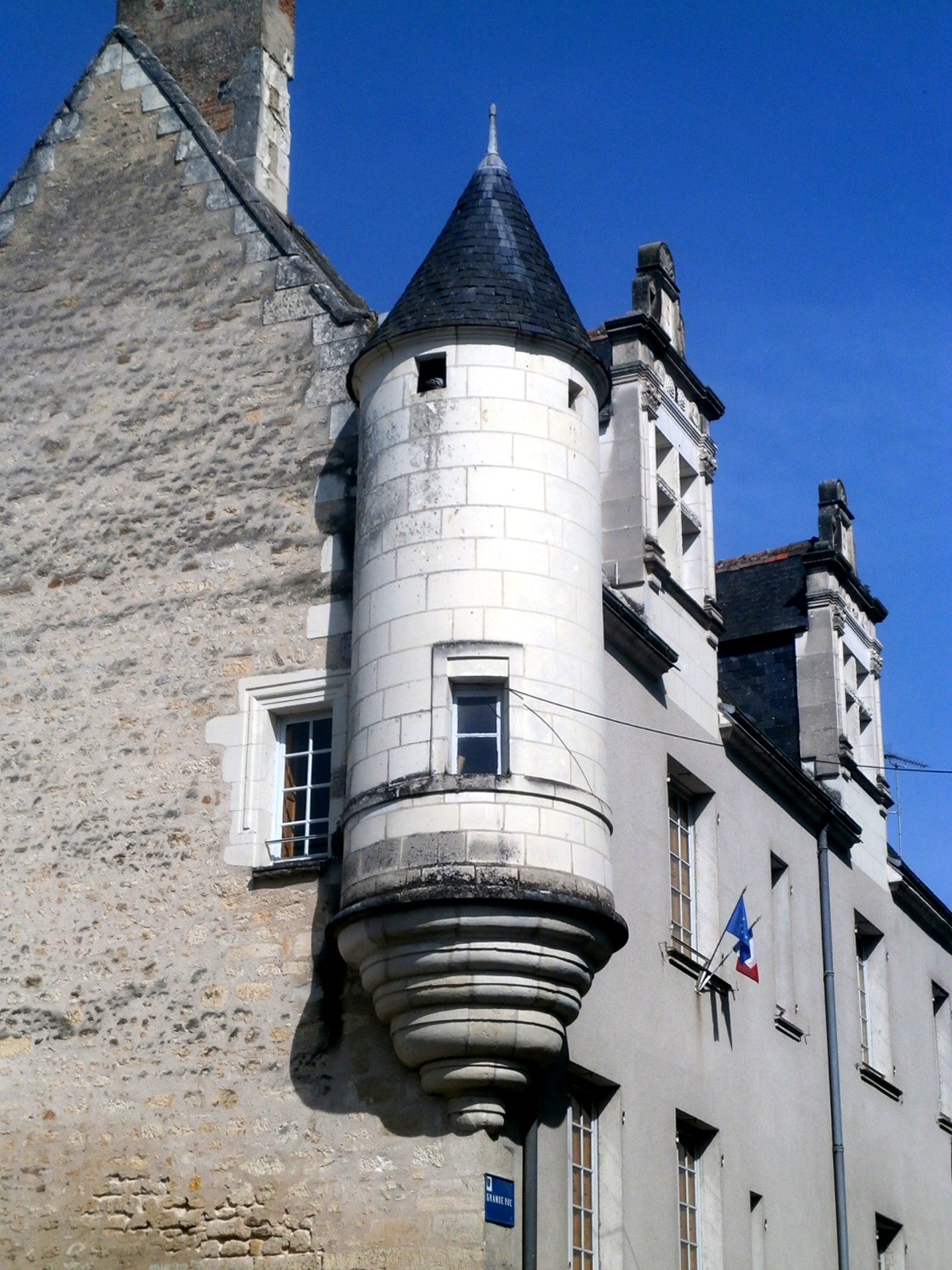
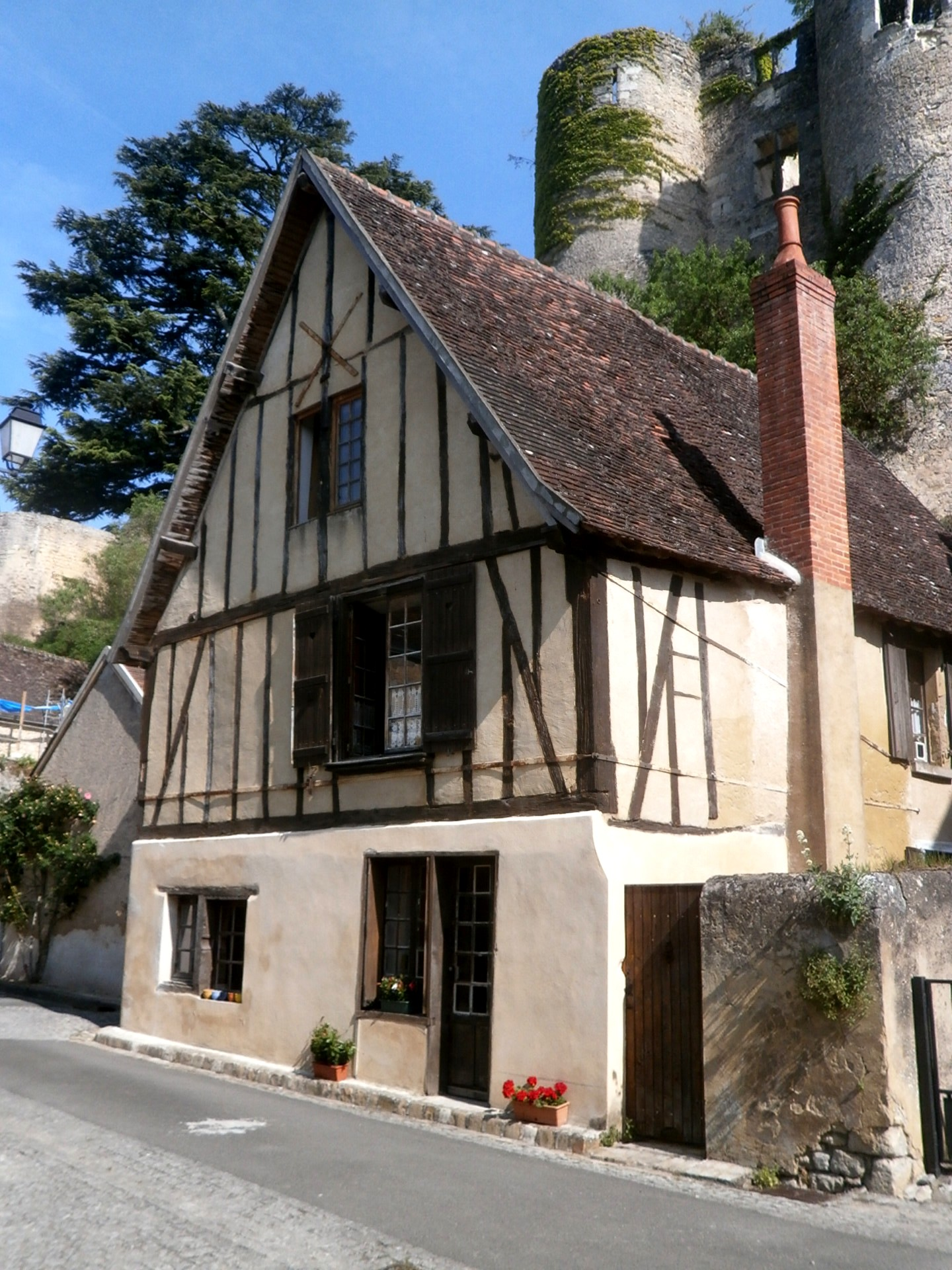
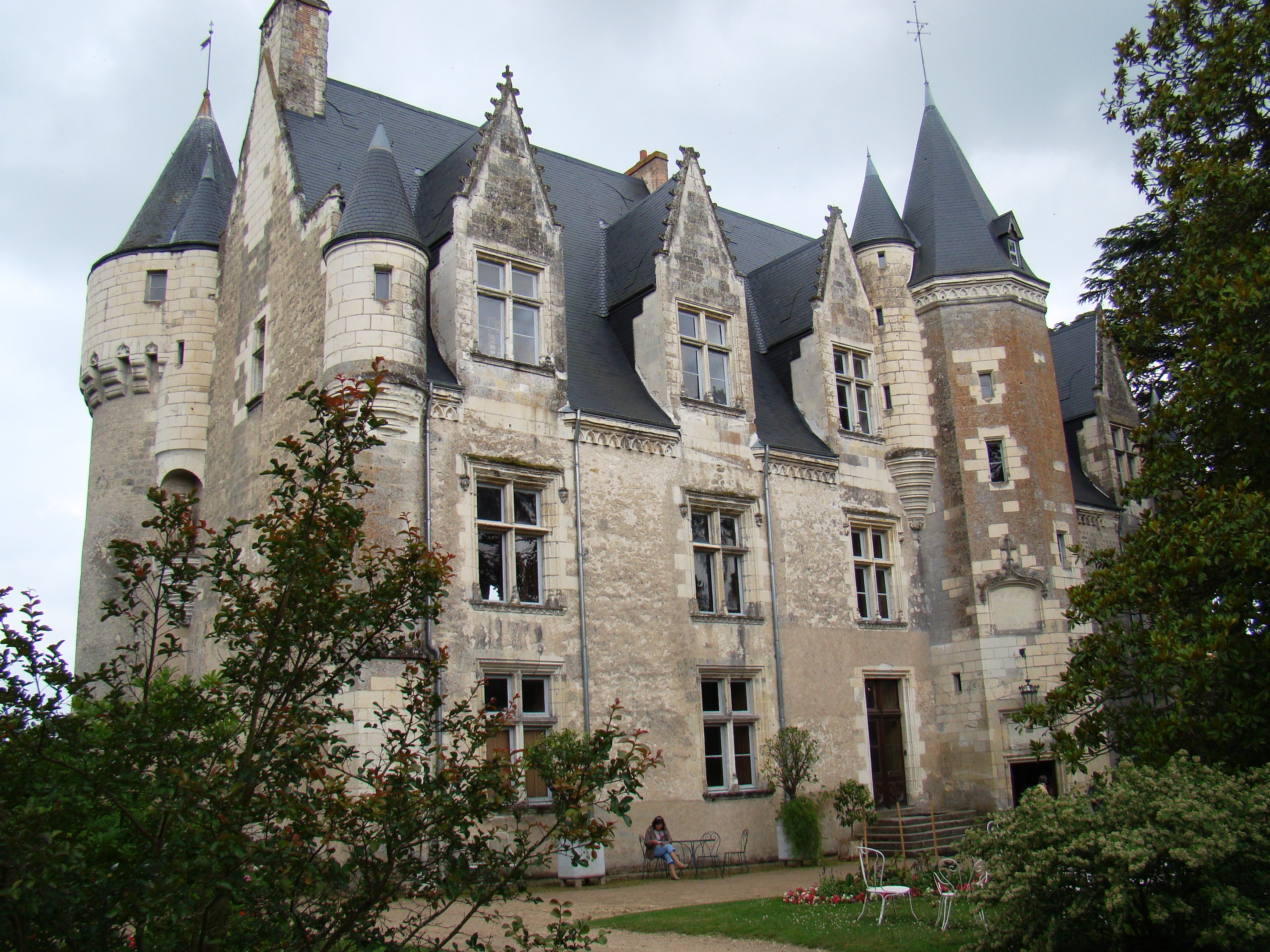
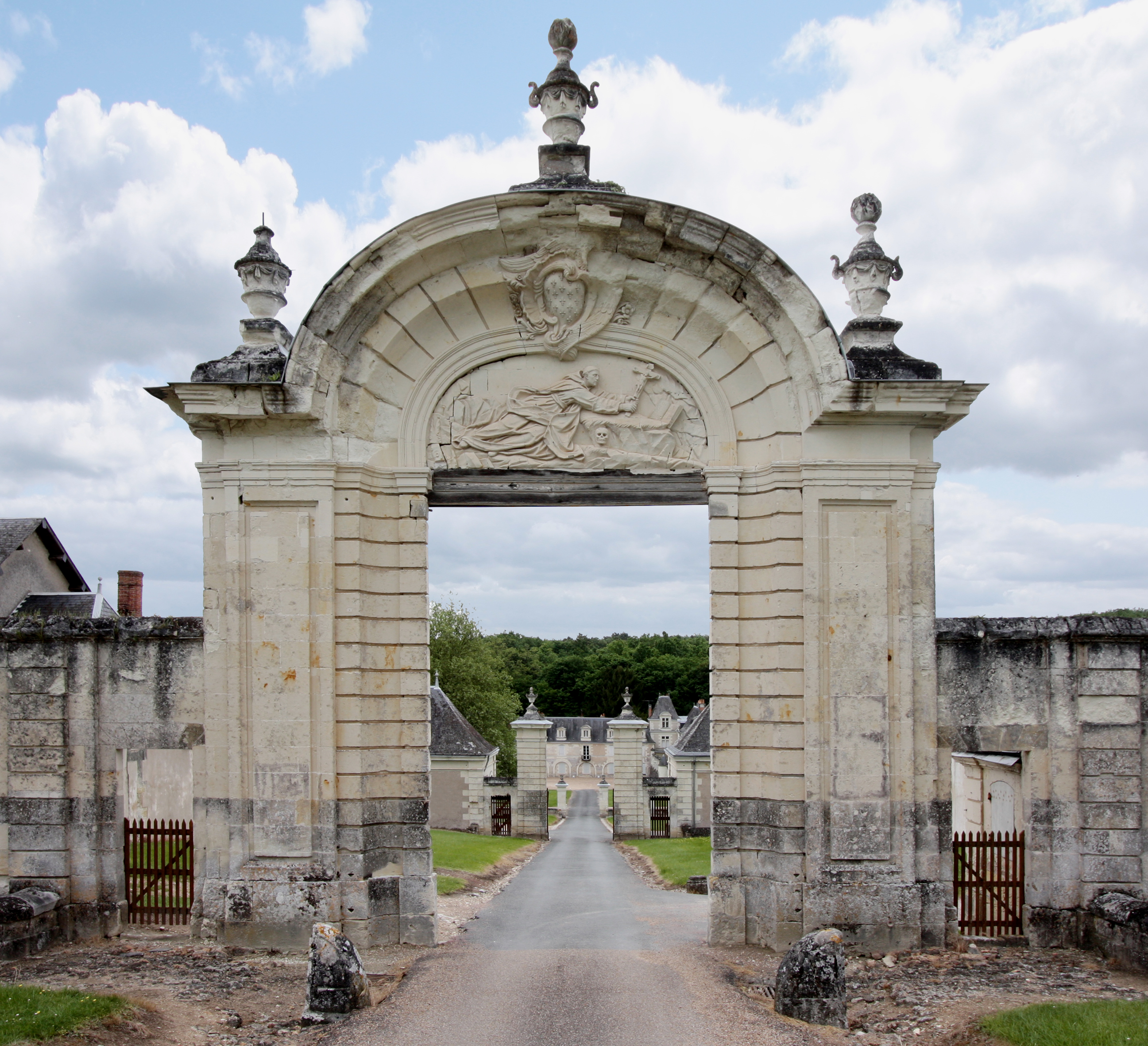
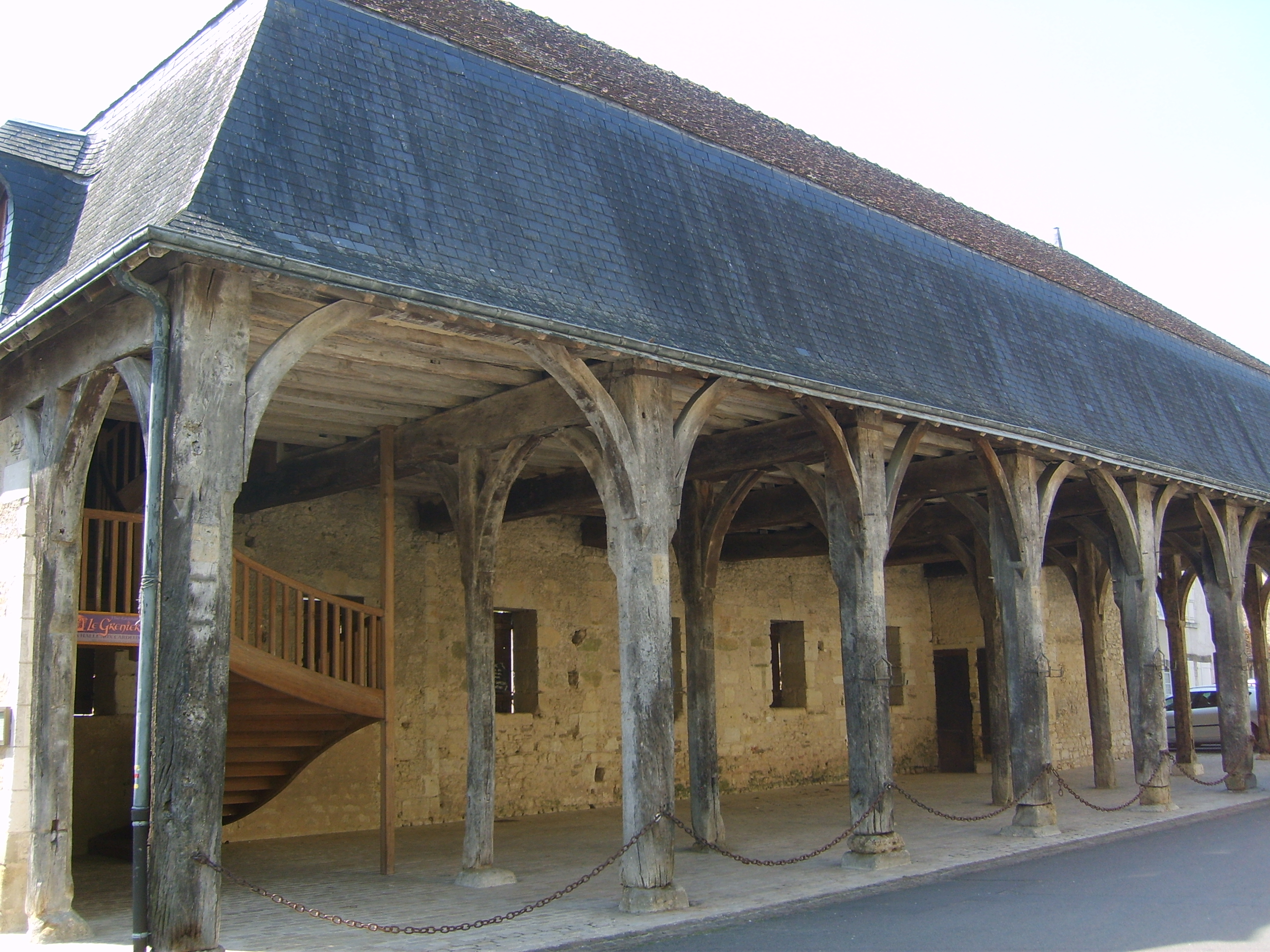
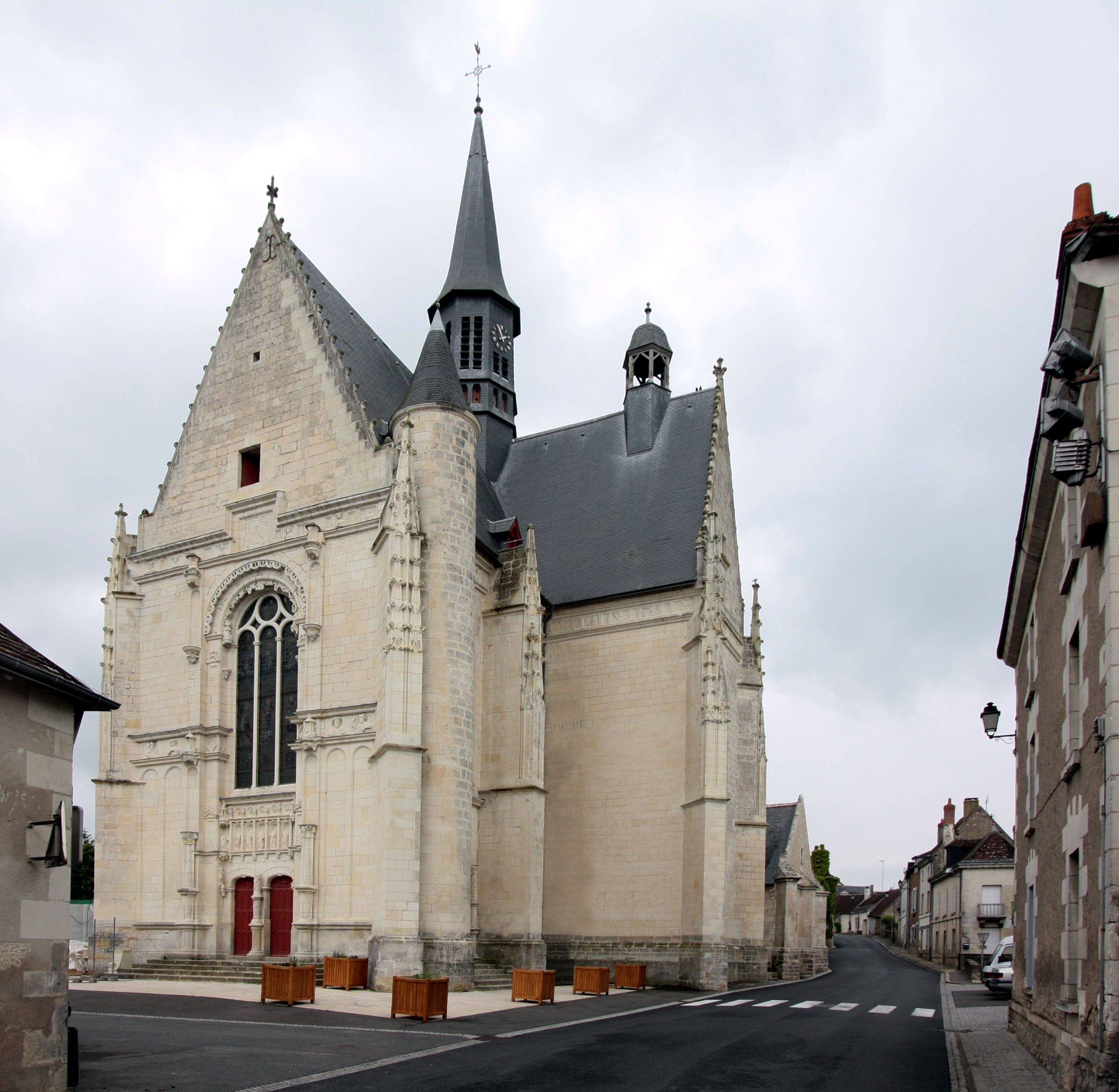

- Замок Монтрезор (47°09′21″ с. ш. 1°12′05″ в. д.HGЯO)
- Средневековая крепость
- Собор св. Иоанна Крестителя
- Дом канцлера (здание мэрии)